# Love in a Hammock (film, 1901)

Love in a Hammock est un court métrage américain de comédie réalisé par James H. White en 1901.

## Synopsis
Une jeune femme est assise dans un hamac. Un homme la rejoint et s'assoit à côté d'elle dans le hamac. Deux jeunes garçons peut être vus à l'arrière, approchant le hamac. Le couple flirte dans le hamac. Un des garçons monte à l'un des arbres dont le hamac est lié. Il monte sur une branche qui se casse et il tombe sur le hamac.

## Fiche technique
- Titre : Love in a Hammock
- Réalisation : James H. White
- Société de production : Edison Studios
- Pays d'origine :  États-Unis
- Genre : comédie
- Durée : 50 secondes
- Date de sortie : 1901